# Parablennius laticlavius
Espèce
Statut de conservation UICN

 LC  : Préoccupation mineure
Parablennius laticlavius est un poisson osseux de l'ordre des Perciformes du sud-ouest de l'océan Pacifique.
- Taille maximale connue : 8 cm.

## Référence
- Griffin, 1926 : Descriptions of New Zealand Fishes. Transactions New Zealand Institute 56 p. 538-546. Texte original (Blennius laticlavius)